# Tito Chella
Tito Chella (1881 – 1923) è stato un matematico italiano.

## Biografia
Studiò alla Scuola Normale Superiore di Pisa dove si laureò. Con la laurea conseguì anche l'abilitazione all'insegnamento con una tesi dal titolo "Vantaggi che si possono trarre da noti invarianti integrali e differenziali in alcuni problemi di integrazione" che fu poi pubblicata nel volume 11 (1910) degli "Annali" della Scuola. 
Insegnò matematica in varie città come Pisa, ove insegnò poco prima di morire. Un suo lavoro di teoria dei numeri fu pubblicato postumo negli Annali di Matematica.